# NGC 5717
NGC 5717 (również PGC 52332) – galaktyka spiralna (S), znajdująca się w gwiazdozbiorze Wolarza. Odkrył ją John Herschel 26 kwietnia 1830 roku.